# Srdce-Kameň
Srdce-Kameň nebo též počeštěně Srdce-kámen případně Mys Kamenného srdce nebo Mys Srdcového kamene (rusky Сердце-Камень) je skalnatý mys na severovýchodě Čukotského poloostrova v Čukotském autonomním okruhu v jižní části Čukotského moře. Mys se nachází 11 km od čukotské vesnice Enurmino, asi 130 km západně od Děžňova mysu.
V čukotštině se mys nazývá Pyttelgyanrakvyn, což se dá přeložit jako „samostatný kámen na konci prodlouženého mysu". 

## Historie
Mys byl objeven v roce 1728 výpravou Vituse Beringa. Při zakreslování do mapy ho německý geograf Gerhard Friedrich Müller omylem pojmenoval jako Srdce-Kameň, toto jméno původně bylo dáno jinému mysu, který se nacházel jižněji v Křížové zátoce v Anadyrském zálivu.
Dne 1. září 1778 objevitel James Cook zanesl tento mys do anglických map, ale vyjádřil pochybnosti, zda je to vhodné jméno.
V roce 1934 se nedaleko mysu potopil sovětský parník Čeljuskin, který se pokusil proplout bez doprovodu ledoborců během jednoho roku přes Severní mořskou cestu. Vrak lodi byl v roce 2006 nalezen nedaleko mysu Srdce-Kameň v hloubce 50 m.

## Fauna
Na pobřeží mysu v roce 2009 vědci zaznamenali největší hnízdiště ledních mrožů na světě, když se zde shromáždilo 97 tisíc jedinců.
Na skalách jsou malé kolonie mořských ptáků, zejména racka šedého, kormorána a papuchalka černobradého (Fratercula corniculata).
V okolí mysu jsou také často spatřeny velryby.